# Michele Marchetti
Michele Marchetti (Trento, 27 settembre 1994) è un hockeista su ghiaccio italiano, milita come attaccante nell'Hockey Club Bolzano, squadra della ICE Hockey League, e nella Nazionale italiana.

## Biografia
Michele Marchetti è fratello minore di Stefano, figlio di Luigi e nipote di Giovanni, tutti giocatori di hockey su ghiaccio.

## Carriera

### Club
Marchetti crebbe nell'Hockey Club Fassa con i quali disputò i campionati giovanili fino al 2012. Nel 2010-2011 e nel 2012-2013 giocò in prestito alcuni incontri rispettivamente con le maglie dell'Alleghe Hockey e dell'HC Gherdëina.
Per la stagione 2013-2014 si trasferì nella lega giovanile statunitense North American Hockey League con i Soo Eagles ed i Brookings Blizzard.
A partire stagione 2011-2012 entrò stabilmente nel roster della prima squadra fassana. Nel stagione 2012-2013 giocò un solo incontro in prestito con il Gherdëina, mentre con l'Alleghe vinse i playoff di Serie B 2014-2015.
Nell'estate del 2015 ottenne un contratto di prova con l'HC Bolzano, squadra militante nel campionato multinazionale EBEL, ma fece ritorno al Fassa per la prima giornata di campionato. Dopo una stagione nel 2016 firmò ufficialmente con il club bolzanino.
Nell'estate del 2017 fu raggiunto al Bolzano dal fratello Stefano. Al termine della stagione però i due si divisero: Stefano rimase a Bolzano, mentre Michele passò all'Asiago.
Per la stagione 2019-2020 cambiò di nuovo squadra, facendo ritorno al Fassa. Al termine della stagione, interrotta prematuramente a causa della pandemia di COVID-19, fece ritorno ad Asiago, dove lo raggiungerà dopo qualche mese anche il fratello Stefano.

### Nazionale
Dopo aver vestito le maglie delle selezioni giovanili, Marchetti fece il suo esordio in Nazionale maggiore nel novembre 2014, in occasione dell'Euro Ice Hockey Challenge disputatosi in Ungheria.

## Palmarès

### Club
- Campionato italiano - Serie B: 1

Alleghe: 2014-2015
- Campionato austriaco: 1

Bolzano: 2017-2018
- Campionato italiano: 2

Asiago: 2020-2021, 2021-2022
- Supercoppa italiana: 3

Asiago: 2020, 2021, 2022
- Alps Hockey League: 1

Asiago: 2021-2022

### Nazionale
- Campionato mondiale di hockey su ghiaccio Under-20 - Prima Divisione B: 1

Regno Unito 2014

### Individuale
- Maggior numero di assist della Serie A: 2

2018-2019 (3 assist), 2020-2021 (6 assist)
- Capocannoniere della Serie A: 2

2020-2021 (8 punti), 2021-2022 (4 punti)